# پایونیر ۶، ۷، ۸ و ۹

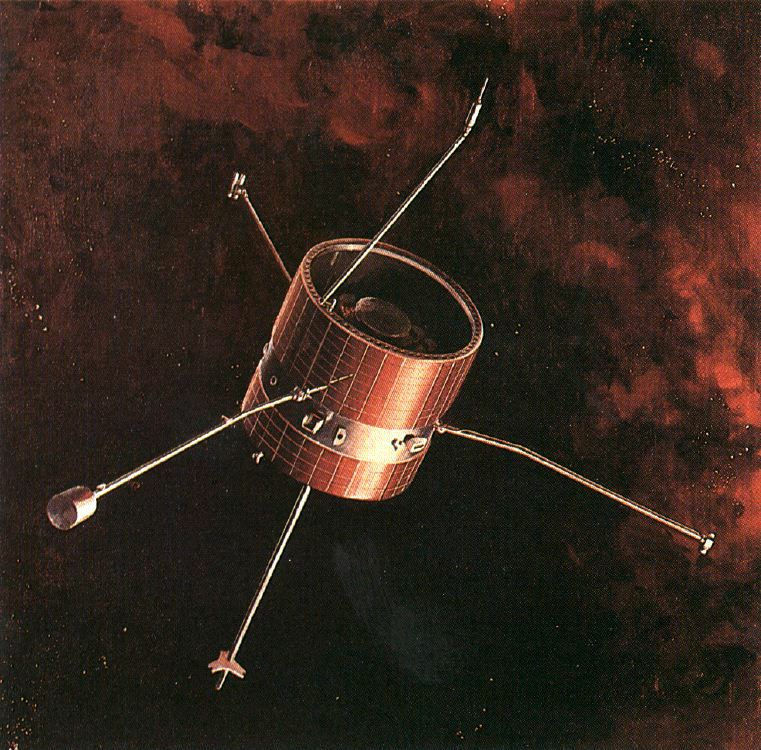
طراحی هنری از پایونیر ۶، ۷، ۸ و ۹

پایونیر ۶، ۷، ۸ و ۹ (به انگلیسی: Pioneer 6, 7, 8 and 9) چهار کاوشگر فضایی پایونیر از سازمان ناسا بودند که به ترتیب در تاریخ‌های ۱۶ دسامبر ۱۹۶۵، ۱۷ اوت ۱۹۶۶، ۱۳ دسامبر ۱۹۶۷ و ۸ نوامبر ۱۹۶۸ به سوی فضا پرتاب‌شدند.